# Fregaty typu River
Fregaty typu River – brytyjskie fregaty z okresu II wojny światowej. Zbudowano 151 okrętów dwóch podstawowych wersji. Większość okrętów służyła w Royal Navy, część przekazano m.in. do Royal Australian Navy i Royal Canadian Navy. Po II wojnie światowej liczne okręty przekazano sojuszniczym marynarkom wojennym.

## Znaczenie
Pierwsze w historii typ i okręty klasy fregata.

## Historia
Po wybuchu II wojny światowej w Wielkiej Brytanii pojawiła się potrzeba posiadania tanich w produkcji jednostek eskortowych przeznaczonych do zwalczania okrętów podwodnych na wodach Atlantyku. W celu zaspokojenia tych potrzeb inżynier William Reed zaprojektował typ okrętów mających właściwości eskortowców typu Black Swan, które mogły być produkowane na masową skalę w cywilnych stoczniach. Okręty miały posiadać sprawdzone rozwiązania konstrukcyjne wykorzystane przy budowie korwet typu Flower. W porównaniu do korwet nowe okręty otrzymały szersze i dłuższe kadłuby, dzięki czemu zwiększył się ich zasięg i prędkość. Wykorzystanie na okrętach cywilnych podzespołów i metod budowy umożliwiło masową produkcję w małych, mniej zaawansowanych technicznie stoczniach. W celu obniżenia kosztów zamiast turbiny parowej okręty wyposażono w maszynę parową.
Poważną ich wadą była jednak zbyt mała szybkość. W czasie ataków na konwoje przez niemieckie okręty podwodne, fregaty nie były w stanie ich ścigać. Z tego powodu Niemcy doprowadzali nierzadko atak do końca.
Budowa pierwszych okrętów rozpoczęła się na początku 1941. Pierwsze okręty typu zaczęły wchodzić do służby wiosną 1942. Podczas II wojny światowej zatopiono lub uznano za całkowicie zniszczone 10 okrętów tego typu (HMCS „Chebogue” – U-1227, HMS „Cuckmere” – U-223, HMS „Itchen” – U-666, HMS „Lagan” – U-270, HMCS „Magog” – U-1223, HMS „Mourne” – U-767, HMCS „Teme” – U-315, HMS „Tweed” – U-305, HMCS „Valleyfield” – U-548, HMS „Cam” – wybuch własnych bomb głębinowych).
Po zakończeniu wojny okręty typu przekazywano sojuszniczym marynarkom wojennym, gdzie były poddawane modernizacjom i pozostawały w służbie do połowy lat 70. XX wieku. HMAS „Diamantina” został zachowany jako okręt-muzeum w Brisbane (Australia). HMCS „Stormont” przebudowany został na luksusowy jacht, własność Aristotelisa Onasisa.

## Służba
- Wielka Brytania – w Royal Navy służbę pełniło 68 okrętów dwóch wersji produkcyjnych
- Kanada – dla potrzeb Royal Canadian Navy zbudowano 60 jednostek typu. W Kanadzie zbudowano 10 okrętów tego typu z czego dwie jednostki przekazano US Navy. W połowie lat 50. XX wieku 21 jednostek poddano modernizacji. Powstałe jednostki określane jako typ Prestonian pozostawały w służbie do 1973, kiedy to wycofano ze służby ostatnią jednostkę tego typu
- Australia – w Royal Australian Navy służbę pełniło 12 jednostek typu River
- Stany Zjednoczone – W US Navy służyły dwie jednostki typu River